# Apostolado de la Cruz

La Cruz del Apostolado, símbolo del moviento.

El Apostolado de la Cruz es un movimiento dentro de la Iglesia católica. Esta agrupación de cristianos está basada en la Espiritualidad de la Cruz.
Es una obra fundada por Concepción Cabrera de Armida, el 3 de mayo de 1895, en la República Mexicana, con el apoyo de Ramón Ibarra y González, entonces obispo de Chilapa, Guerrero, y aprobada el 25 de mayo de 1898 por el Papa León XIII. Fue confiada al cuidado y dirección de los Misioneros del Espíritu Santo por el papa Pío XI, el 9 de julio de 1926.
Junto con otras cuatro ramas, constituye en un mismo espíritu la Obra de la Cruz. Se caracteriza por estar abierta a todos los fieles cristianos: laicos, religiosos y sacerdotes, que buscan vivir según la Espiritualidad de la Cruz.
Las otras ramas de la Obra de la Cruz son:
1. Las Religiosas de la Cruz del Sagrado Corazón de Jesús, consagradas contemplativas, fundada el 3 de mayo de 1897.
2. La Alianza de Amor con el Sagrado Corazón de Jesús, específicamente para seglares, fundada el 8 de noviembre de 1909.
3. La Fraternidad de Cristo Sacerdote, para obispos, presbíteros y diáconos, fundada el 19 de enero de 1912.
4. Los Misioneros del Espíritu Santo, para consagrados: presbíteros, diáconos y hermanos coadjutores. Fundados el 25 de diciembre de 1914.
5. El Apostolado de la Cruz. La primera de las Obras. Su misión es que los laicos puedan vivir su sacerdocio bautismal siguiendo la Espiritualidad de la Cruz.